# Багрянцев, Павел Васильевич
Па́вел Васи́льевич Багря́нцев (14 марта 1986, Вологда, СССР) — российский футболист, полузащитник.

## Карьера
Воспитанник СДЮСШОР-3 г. Вологды. В раннем возрасте вместе с другим воспитанником вологодского футбола Евгением Смирновым уехал в Белоруссию, где выступал за «Локомотив» Минск (в 2002 и 2003 годах играл за фарм-клуб/дублирующий состав). В августе 2006 года Багрянцев и Смирнов перешли в ивановский «Текстильщик-Телеком». В нём оба игрока стали победителями первенства России во второго дивизиона зоны «Запад». Затем Багрянцев вернулся в минский «Локомотив». В 2008 году провёл четыре матча за «Сочи-04», после чего надолго пропал из профессионального футбола.
В начале 2013 года спустя почти 5 лет вернулся в большой спорт и подписал контракт с клубом второго дивизиона «Вологда».